# Aksonometrija
Aksonometrija (grčki: akson = os i metron = mjera) je metoda prikazivanja objekata u opisnoj (deskriptivnoj) geometriji.
Vrste aksonometrija su:
- izometrija
- dimterija
- trimetrija
- frontalna aksonometrija
- kosa projekcija
- planometrija